# کوه برواک
کوه برواک (به انگلیسی: Mount Brock) یک کوه در استرالیا است که در تاسمانی واقع شده‌است. کوه برواک ۲٬۹۰۲ متر بالاتر از سطح دریا واقع شده‌است.